# Kim Čong-suk
Kim Čong-suk (korejsky 김정숙, hančou 金正淑, 24. prosince 1917 Hörjong – 22. září 1949 Pchjongjang) byla korejská guerillová bojovnice proti japonské okupaci, komunistická aktivistka, první manželka prvního severokorejského vůdce Kim Ir-sena a babička současného vůdce Severní Koreje Kim Čong-una.

## Životopis

### Mládí a setkání s Kim Ir-senem
Kim Čong-suk se narodila 24. prosince 1917 v Hörjongu. Spisovatel Suh Dae-sook uvádí, že se narodila jako starší ze dvou dcer chudého farmáře. Korejská centrální zpravodajská agentura tvrdí, že měla ještě mladšího bratra Kim Ki-songa (* 9. února 1921). Se svou matkou se vypravila do Mandžudska hledat svého otce, avšak zjistili, že již zemřel. Krátce nato zemřela i její matka. Většina zdrojů se shoduje v tom, že Kim Čong-suk se v letech 1935–1936 připojila k partyzánské jednotce Kim Ir-sena jako pomocnice v kuchyni.

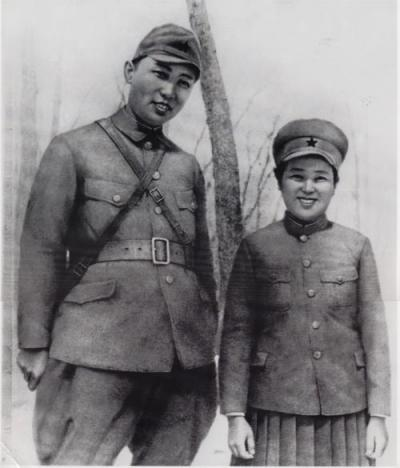
Kim Čong-suk s Kim Ir-senem (1941)

### Partyzánka
Korejská centrální zpravodajská agentura však uvádí, že se Kim Čong-suk spolu se svým mladším bratrem přidali k partyzánům až poté, co jejich matku a manželku staršího bratra zabili Japonci.
V této době Kim Čong-suk vystřídala různé práce, přičemž roku 1937 byla zadržena Japonci při tajném pokusu zajistit zásoby a jídlo. Po propuštění se znovu připojila k partyzánům, kde vařila, šila a prala. Údajně zachránila Kim Ir-senovi život. Baik Bong, životopisec Kim Ir-sena, vypráví tuto událost takto:
Jednoho dne, když jednotka pochodovala pod velením generála (Kim Ir-sena, pozn.), se nečekaně přiblížilo přes rákosí pět nebo šest nepřátel a namířili na generála. Hrozilo velké nebezpečí. Soudružka Kim Čong-suk bez zaváhání zakryla generála vlastním tělem a svým revolverem střelila nepřítele. Generál sestřelil druhého nepřítele. Dva revolvery se střídaly v palbě a v okamžiku zničily nepřítele. Nebyl to však jediný případ, kdy k takovým nebezpečím došlo, a soudružka Kim Čong-suk pokaždé zuřivě vstala a chránila střed revoluce svým vlastním tělem.
Baig Bong, Kim Ir-sen: Životopis (1) Od narození po triumfální návrat do vlasti

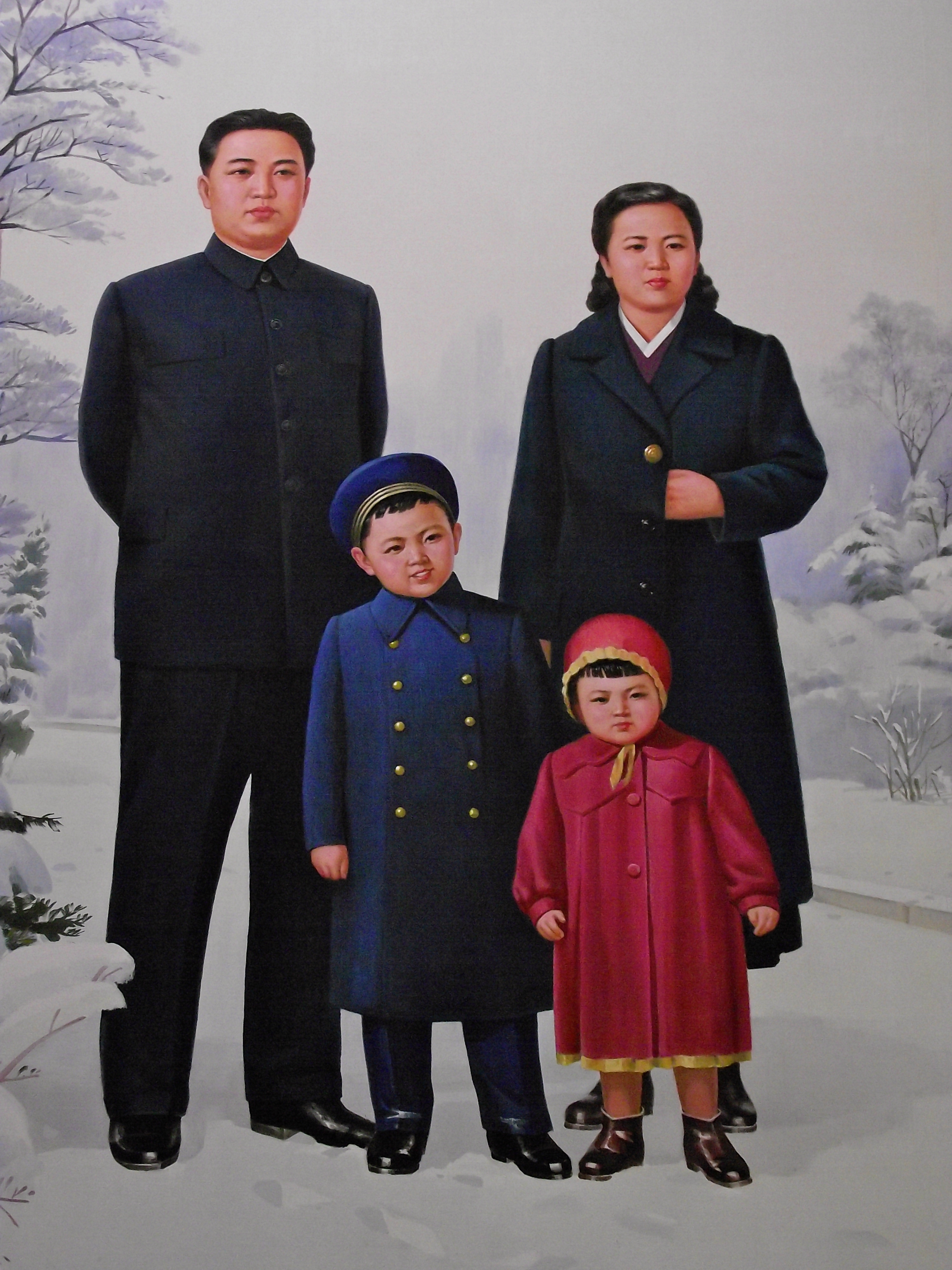
Rodina Kimů na propagandistickém obrázku

Kim Čong-suk se vdala za Kim Ir-sena nejspíše roku 1941 v Sovětském svazu. 16. února 1941 (některé zdroje uvádí rok 1942) porodila v sovětské vesnici Vyatskoye Kim Čong-ila. V roce 1944 porodila druhého syna, Kim Man-ila a roku 1946 dceru Kim Kyong-hui.

### První dáma Severní Koreje
Rok po založení Korejské lidově demokratické republiky až do své smrti byla Kim Čong-suk první dámou Severní Koreje. Podle některých zpráv byla Kim Čong-suk „malá, tichá žena, která nebyla nijak zvlášť vzdělaná, ale přátelská a milující život“. Generálmajor Nikolaj Georgijevič Lebeděv, výkonný sovětský důstojník během sovětské okupace Severní Koreje, připomněl Kim Čong-suk jako „temperamentní a velkorysou dámu, která vždycky navštěvovala Kimův domov, kde hladovým sovětským generálům vařila obrovské množství jídla.“

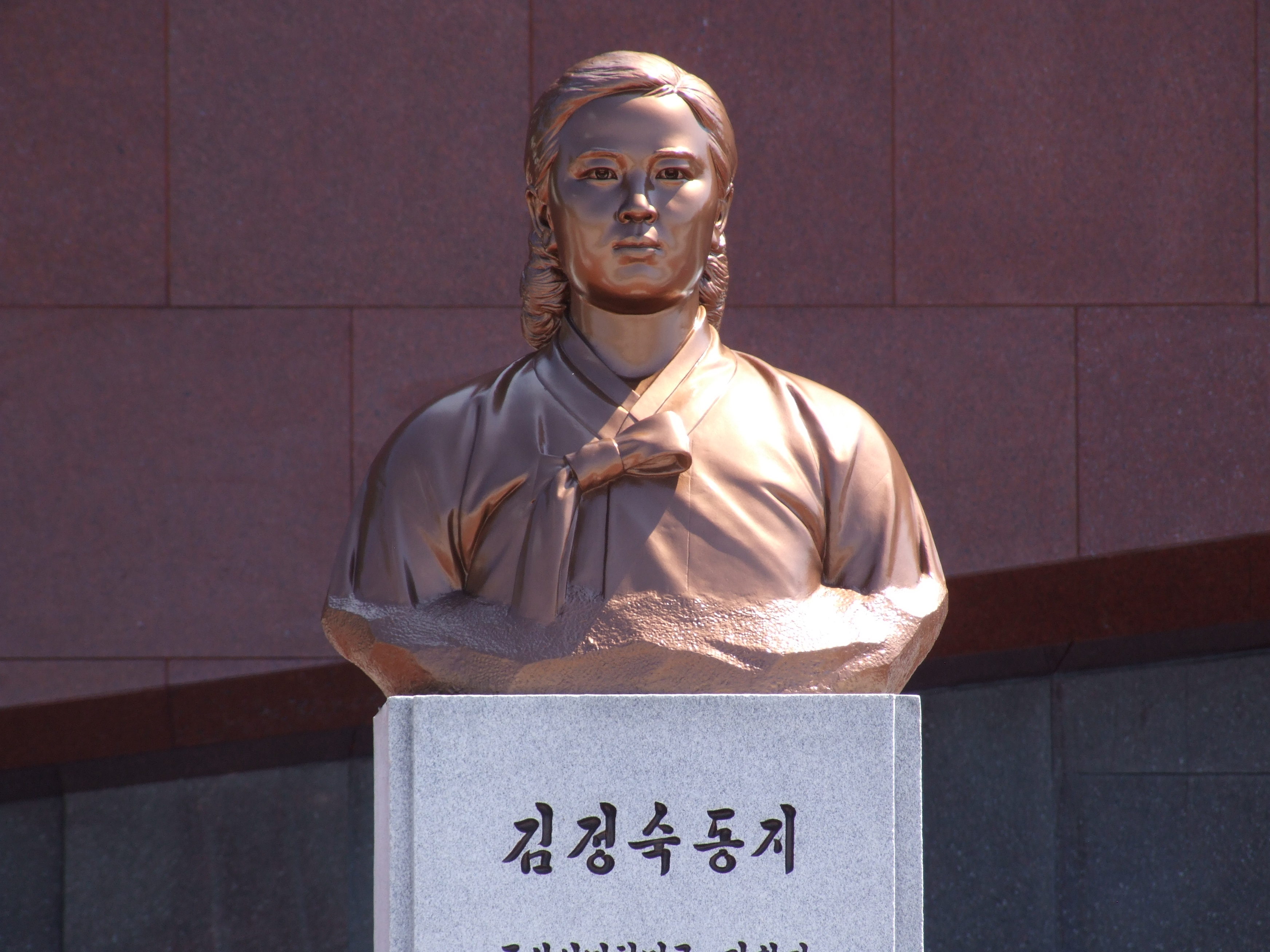
Busta Kim Čong-sun na hřbitově v Pchjongjangu

### Smrt
Kim Čong-suk zemřela v Pchjongjangu v roce 1949. Oficiální verzí je, že zemřela na „útrapy, které během let snášela jako partyzánská bojovnice“. Neoficiální verze uvádí, že zemřela při porodu již mrtvého dítěte (tato verze je však vyřazena z oficiální biografie).

## Odkaz v severokorejské kultuře
Poté, co Kim Čong-il nahradil Kim Ir-sena na pozici vůdce Severní Koreje, začal ze své matky dělat „památník revoluce“. Namísto toho, aby Kim Čong-il mluvil o své matce jako o tiché ženě, vytvořil z ní hrdinku revoluce. V jejím domovském městě Hörjong je muzeum, knihovna, socha, náměstí a dům zasvěcené „korejské matce“.
Některé příběhy dokonce vyprávějí, že umyla ponožky Kim Ir-sena a vysušila je ve svém klíně, či že si ostříhala vlasy a rozložila je v Kim Ir-senových botách.